# プロミストウォリア
プロミストウォリア（欧字名:Promised Warrior、2017年3月26日 - ）は、日本の競走馬。主な勝ち鞍は2023年の東海ステークス、アンタレスステークス。
馬名の意味は、母名の一部＋父名より。

## 戦績

### 3歳 - 5歳（2020年 - 2022年）
脚部不安により育成段階で手術をうけた関係でデビューは遅れた。2020年3月29日、阪神競馬場3レースの3歳未勝利戦（ダート1800m）で西村淳也を背にデビュー。デビュー戦での初勝利を収めたが、レース後に右前橈骨遠位端骨折が判明し、休養に入った。約8か月後、年末の条件戦で復帰するも、再び同個所を骨折。翌2021年の8月に復帰したが、今度は左前の同個所を骨折し、3度目の長期離脱を余儀なくされた。
5歳となった2022年10月、新潟競馬場の3歳以上1勝クラスで約1年2か月ぶりにレースに復帰。好スタートを決めハナに立つとそのまま押し切り、最後は2着馬に5馬身差をつけ復帰戦を勝利で飾った。続く11月の3歳以上2勝クラス、12月の摩耶ステークスも勝利し、3連勝でのオープン入りを飾った。

### 6歳（2023年）
2023年1月22日、初の重賞挑戦で中京競馬場開催の東海ステークスに出走。鞍上は前走の摩耶ステークスに引き続き、バウルジャン・ムルザバエフが務めた。レースは好スタートを決め先頭に立つと、淡々とペースを保ったまま脚色衰えることなく逃げ切り、4連勝での重賞初優勝を飾った。しかし、右前脚のソエ（骨膜炎）を気にするそぶりを見せたことを理由に、陣営が無理をしない方針を取った為、優先出走権を獲得していたフェブラリーステークスは回避し、1月26日にノーザンファームしがらきへ放牧に出した。その後、4月16日のアンタレスステークスで復帰。59キロのトップハンデをものともせず、追いすがるヴァンヤールを半馬身差抑えて逃げ切り、重賞2連勝を飾った。その後は6月28日に大井競馬場で行われた帝王賞に鮫島克駿騎乗で臨むも5着に敗れた。その後はチャンピオンズカップに目標を定め、調整を進めるも直前で脚部不安を発症したため回避し、長期休養に入った。

### 7歳（2024年）
7歳復帰初戦は1年1か月ぶりとなる8月4日のエルムステークスとなり、鞍上が再び西村敦也に戻ってレースに挑むも7着となった。その後はみやこステークスに出走するも15着と殿負けを喫した。レース後、時間の経過とともに右前脚の腫れがみられたことで検査を受けた結果、右前脚の浅屈腱炎が判明した。これを受けて関係者での協議の結果、11月12日にオーナーのシルクホースクラブから現役引退が発表された。翌13日付けでJRAの競走馬登録を抹消された。引退後は北海道日高町のブリーダーズ・スタリオン・ステーションで種牡馬として供用されることとなった。

## 競走成績
以下の内容は、JBISサーチおよびnetkeiba.comの情報に基づく。
| 競走日     | 競馬場 | 競走名         | 格   | 距離（馬場）  | 頭 数 | 枠 番 | 馬 番 | オッズ （人気） | 着順 | タイム （上り3F） | 着差 | 騎手            | 斤量 [kg] | 1着馬（2着馬）         | 馬体重 [kg] |
| ---------- | ------ | -------------- | ---- | ------------- | ----- | ----- | ----- | --------------- | ---- | ----------------- | ---- | --------------- | --------- | ---------------------- | ----------- |
| 2020.03.29 | 阪神   | 3歳未勝利      |      | ダ1800m（不） | 13    | 4     | 6     | 008.40（4人）   | 01着 | R1:52.3（38.4）   | -0.4 | 0西村淳也       | 55        | （モンサンイルベント） | 512         |
| 0000.12.13 | 中京   | 3歳上1勝クラス |      | ダ1800m（良） | 16    | 5     | 10    | 002.90（1人）   | 02着 | R1:55.0（38.5）   | -0.2 | 0荻野極         | 56        | メイショウドヒョウ     | 524         |
| 2021.08.14 | 小倉   | 3歳上1勝クラス |      | ダ1700m（不） | 16    | 4     | 8     | 003.00（2人）   | 04着 | R1:44.5（38.9）   | -0.7 | 0西村淳也       | 57        | サワヤカコーズサン     | 530         |
| 2022.10.23 | 新潟   | 3歳上1勝クラス |      | ダ1800m（稍） | 11    | 1     | 1     | 003.00（2人）   | 01着 | R1:52.4（38.3）   | -0.8 | 0今村聖奈       | 53        | （タケルジャック）     | 528         |
| 0000.11.05 | 阪神   | 3歳上2勝クラス |      | ダ1800m（良） | 12    | 7     | 10    | 002.20（1人）   | 01着 | R1:52.5（38.4）   | -0.3 | 0角田大河       | 55        | （コンスタンティン）   | 524         |
| 0000.12.24 | 阪神   | 摩耶S          | 3勝  | ダ1800m（稍） | 16    | 5     | 9     | 002.90（1人）   | 01着 | R1:52.0（38.1）   | -1.0 | 0B.ムルザバエフ | 56        | （シダー）             | 520         |
| 2023.01.22 | 中京   | 東海S          | GII  | ダ1800m（良） | 15    | 6     | 10    | 005.10（2人）   | 01着 | R1:51.2（36.4）   | -0.4 | 0B.ムルザバエフ | 57        | （ハギノアレグリアス） | 516         |
| 0000.04.16 | 阪神   | アンタレスS    | GIII | ダ1800m（重） | 15    | 7     | 12    | 001.90（1人）   | 01着 | R1:49.5（38.0）   | -0.1 | 0鮫島克駿       | 59        | （ヴァンヤール）       | 520         |
| 0000.06.28 | 大井   | 帝王賞         | JpnI | ダ2000m（良） | 12    | 6     | 8     | 004.50（3人）   | 05着 | R2:02.9（37.8）   | -1.0 | 0鮫島克駿       | 57        | メイショウハリオ       | 530         |
| 2024.08.04 | 札幌   | エルムS        | GIII | ダ1700m（稍） | 14    | 8     | 14    | 007.40（4人）   | 07着 | R1:45.1（37.7）   | -1.1 | 0西村淳也       | 58        | ペイシャエス           | 526         |
| 0000.11.03 | 京都   | みやこS        | GIII | ダ1800m（重） | 15    | 1     | 1     | 011.70（6人）   | 15着 | R1:53.7（40.8）   | -4.0 | 0西村淳也       | 57        | サンライズジパング     | 518         |

## 血統表
| プロミストウォリアの血統                                          | プロミストウォリアの血統                                                                 | プロミストウォリアの血統                                                                 | （血統表の出典）                                                                         | （血統表の出典） |
| 父系                                                              | シアトルスルー系                                                                         | シアトルスルー系                                                                         | シアトルスルー系                                                                         |                  |
| 父 マジェスティックウォリアー Majestic Warrior 2005 鹿毛 アメリカ | 父の父A.P.Indy 1989 黒鹿毛                                                               | Seattle Slew                                                                             | Bold Reasoning                                                                           | Bold Reasoning   |
| 父 マジェスティックウォリアー Majestic Warrior 2005 鹿毛 アメリカ | 父の父A.P.Indy 1989 黒鹿毛                                                               | Seattle Slew                                                                             | My Charmer                                                                               |                  |
| 父 マジェスティックウォリアー Majestic Warrior 2005 鹿毛 アメリカ | 父の父A.P.Indy 1989 黒鹿毛                                                               | Weekend Surprise                                                                         | Secretariat                                                                              | Secretariat      |
| 父 マジェスティックウォリアー Majestic Warrior 2005 鹿毛 アメリカ | 父の父A.P.Indy 1989 黒鹿毛                                                               | Weekend Surprise                                                                         | Lassie Dear                                                                              |                  |
| 父 マジェスティックウォリアー Majestic Warrior 2005 鹿毛 アメリカ | 父の母Dream Supreme 1997 黒鹿毛                                                          | Seeking the Gold                                                                         | Mr. Prospector                                                                           | Mr. Prospector   |
| 父 マジェスティックウォリアー Majestic Warrior 2005 鹿毛 アメリカ | 父の母Dream Supreme 1997 黒鹿毛                                                          | Seeking the Gold                                                                         | Con Game                                                                                 |                  |
| 父 マジェスティックウォリアー Majestic Warrior 2005 鹿毛 アメリカ | 父の母Dream Supreme 1997 黒鹿毛                                                          | Spinning Round                                                                           | Dixieland Band                                                                           | Dixieland Band   |
| 父 マジェスティックウォリアー Majestic Warrior 2005 鹿毛 アメリカ | 父の母Dream Supreme 1997 黒鹿毛                                                          | Spinning Round                                                                           | Take Heart                                                                               |                  |
| 母 プロミストスパーク Promised Spark 1999 鹿毛 北海道早来町       | 母の父フジキセキ 1992 青鹿毛                                                             | サンデーサイレンス                                                                       | Halo                                                                                     | Halo             |
| 母 プロミストスパーク Promised Spark 1999 鹿毛 北海道早来町       | 母の父フジキセキ 1992 青鹿毛                                                             | サンデーサイレンス                                                                       | Wishing Well                                                                             |                  |
| 母 プロミストスパーク Promised Spark 1999 鹿毛 北海道早来町       | 母の父フジキセキ 1992 青鹿毛                                                             | ミルレーサー                                                                             | Le Fabulex                                                                               | Le Fabulex       |
| 母 プロミストスパーク Promised Spark 1999 鹿毛 北海道早来町       | 母の父フジキセキ 1992 青鹿毛                                                             | ミルレーサー                                                                             | Marston's Mill                                                                           |                  |
| 母 プロミストスパーク Promised Spark 1999 鹿毛 北海道早来町       | 母の母プレイン 1992 栗毛                                                                 | ジェイドロバリー                                                                         | Mr. Prospector                                                                           | Mr. Prospector   |
| 母 プロミストスパーク Promised Spark 1999 鹿毛 北海道早来町       | 母の母プレイン 1992 栗毛                                                                 | ジェイドロバリー                                                                         | Number                                                                                   |                  |
| 母 プロミストスパーク Promised Spark 1999 鹿毛 北海道早来町       | 母の母プレイン 1992 栗毛                                                                 | ダイナランド                                                                             | ノーザンテースト                                                                         | ノーザンテースト |
| 母 プロミストスパーク Promised Spark 1999 鹿毛 北海道早来町       | 母の母プレイン 1992 栗毛                                                                 | ダイナランド                                                                             | シヤダイランド                                                                           |                  |
| 母系(F-No.)                                                       | ソーホワツツニユー(USA)系(FN:19-b)                                                       | ソーホワツツニユー(USA)系(FN:19-b)                                                       | ソーホワツツニユー(USA)系(FN:19-b)                                                       |                  |
| 5代内の近親交配                                                   | Secretariat：4×5（父内） Mr.Prospector：4×4 Buckpasser：5×5（父内） Northern Dancer：5×5 | Secretariat：4×5（父内） Mr.Prospector：4×4 Buckpasser：5×5（父内） Northern Dancer：5×5 | Secretariat：4×5（父内） Mr.Prospector：4×4 Buckpasser：5×5（父内） Northern Dancer：5×5 |                  |
| 出典                                                              | 1.                                                                                       | 1.                                                                                       | 1.                                                                                       | 1.               |

- 半姉プロミストリープ（父ヘニーヒューズ）は2018年の浦和桜花賞勝ち馬。
- 祖母プレインの半兄に1987年函館3歳ステークス優勝・1988年皐月賞2着のディクターランドがいる。